# أوديسي (موقع ويب)
أوديسي (بالإنجليزية: Odysee)‏ هي منصة استضافة فيديو غير مركزية أمريكية مبنية على سلسلة كتل ليبيراري (بالإنجليزية: LBRY)‏. يشير إلى نفسه كبديل للخدمات السائدة مثل يوتيوب ولكن مع التركيز على حرية التعبير واللامركزية.
تتيح المنصة للمستخدمين تحميل مقاطع فيديو ومشاركتها وتحقيق الدخل منها من خلال عملة معماة مع الحفاظ على استمرار المحتوى من خلال شبكة ند لند.

## التاريخ
تأسست أوديسي في عام 2020 على يد جوليان تشاندرا.
في يونيو 2024، استحوذ فرورد ريسرش (بالإنجليزية: Forward Research)‏ على أوديسي بعد أن خسرت ليبيراري -الشركة الأم السابقة- دعوى قضائية من لجنة الأوراق المالية والبورصات الأمريكية في يوليو 2023.

## التقنية
تعتمد أوديسي على تقنية سلسلة الكتل، وهو بروتوكول غير ممركز يسمح بتوزيع المحتوى الرقمي وتخزينه دون سلطة مركزية. تدعم سلسلة الكتل هذه بنية ند لند، مما يسمح للمستخدمين بتحميل مقاطع فيديو ومشاركتها. يتم تخزين البيانات الوصفية للمحتوى الذي تم تحميله على سلسلة الكتل، بينما يتم استضافة مقاطع الفيديو نفسها عبر شبكة موزعة من المستخدمين يشار إليها بالعُقَد.

## الإشراف
منذ تدشينه في سبتمبر 2020، كانت أوديسي محط العديد من الخلافات، ويرجع ذلك في المقام الأول إلى سياسات الإشراف على المحتوى والبنية اللامركزية، والتي يزعم المنتقدون أنها سمحت للمحتوى الضار بالازدهار. لقد اجتذب نهج المنصة في الإشراف على المحتوى، والذي يعد أقل تقييدًا بشكل كبير مقارنةً بالمنصات الرئيسية مثل يوتيوب، مجموعة من المستخدمين، بما في ذلك الجماعات اليمينية المتطرفة وأصحاب نظريات المؤامرة والأفراد المحظورين من منصات أخرى. 
بالإضافة إلى مزاعم تسهيل خطاب الكراهية، تعرضت أوديسي أيضًا لانتقادات بسبب استضافتها معلومات مضللة، خاصة حول مواضيع مثل جائحة فيروس كورونا واللقاحات والقضايا السياسية. إن الطبيعة اللامركزية للمنصة تجعل من الصعب الإشراف على المحتوى أو إزالته بفعالية، مما يسمح بانتشار المعلومات المضللة والتدليس بلا كفاءة. وقد أثار هذا مخاوف بشأن انتشار نظريات المؤامرة المتعلقة بالانتخابات والصحة العامة وغيرها من الادعاءات التي تم دحضها على نطاق واسع.
واجهت أوديسي قيود الحجب الجغرافي في مناطق مثل الاتحاد الأوروبي؛ حيث أثارت الحكومات مخاوف بشأن المحتوى الذي اعتبرته ضارًا أو مضللًا.

## آرويف
آرويف (بالإنجليزية: Arweave)‏ عبارة عن شبكة تخزين بيانات لامركزية تستخدم سلسلة الكتل وإثبات الوصول (بالإنجليزية: Proof of Access)‏ لتمكين التخزين الرقمي الدائم المقاوم للرقابة.
أستخدمت الشبكة لأرشفة المحتوى في المناطق الحساسة للرقابة مثل هونج كونج وأثناء الصراعات مثل الحرب الروسية الأوكرانية. في عام 2024، وصل عدد مستخدمي آرويف إلى أكثر من 7 ملايين مستخدم بعد استحواذ فرورد ريسيرش على منصات بما في ذلك أوديسي وسولربيلكس.

## طالع أيضًا
- خدمة استضافة فيديو